# Jirès Kembo Ekoko
Jirès Kembo Ekoko (Kinshasa, 8 januari 1988) is een Franse voormalige voetballer die als aanvaller speelde.

## Clubcarrière
Hij speelde van 2006 tot 2012 voor de Franse eersteklasser Stade Rennais. Van 2012 tot 2015 speelde hij bij Al Ain FC en vervolgens tot 2017 voor Al-Nasr SC uit de Verenigde Arabische Emiraten. Tussendoor werd hij verhuurd aan El Jaish SC uit Qatar. Van 2017 tot 2019 kwam hij uit voor het Turkse Bursaspor.
Kembo Ekoko was Frans jeugdinternational. Hij werd geadopteerd door de ouders van Kylian Mbappé. Hij is de zoon van Kembo Uba Kembo.

## Statistieken
|         |               |               | Competitie | Competitie | Beker | Beker  | Internationaal | Internationaal | Totaal | Totaal |
| Seizoen | Club          | Competitie    | Wed.       | Doelp.     | Wed.  | Doelp. | Wed.           | Doelp.         | Wed.   | Doelp. |
| ------- | ------------- | ------------- | ---------- | ---------- | ----- | ------ | -------------- | -------------- | ------ | ------ |
| 2006/07 | Stade Rennais | Ligue 1       |            |            |       |        |                |                | 4      | 0      |
| 2007/08 | Stade Rennais | Ligue 1       |            |            |       |        |                |                | 11     | 0      |
| 2008/09 | Stade Rennais | Ligue 1       |            |            |       |        |                |                | 28     | 4      |
| 2009/10 | Stade Rennais | Ligue 1       |            |            |       |        |                |                | 29     | 1      |
| 2010/11 | Stade Rennais | Ligue 1       |            |            |       |        |                |                | 26     | 4      |
| 2011/12 | Stade Rennais | Ligue 1       |            |            |       |        |                |                | 42     | 13     |
| 2012/13 | Stade Rennais | Ligue 1       |            |            |       |        |                |                | 1      | 0      |
| 2012/13 | Al Ain FC     | VAE Liga      |            |            |       |        |                |                | 37     | 13     |
| 2013/14 | → El Jaish SC | Qatari League |            |            |       |        |                |                | 33     | 7      |
| 2014/15 | Al Ain FC     | VAE Liga      |            |            |       |        |                |                | 38     | 15     |
| 2015/16 | Al-Nasr SC    | VAE Liga      |            |            |       |        |                |                | 35     | 11     |
| 2016/17 | Al-Nasr SC    | VAE Liga      |            |            |       |        |                |                | 34     | 2      |
| 2017/18 | Bursaspor     | Süper Lig     | 24         | 4          | 1     | 0      | 0              | 0              | 25     | 4      |
| 2018/19 | Bursaspor     | Süper Lig     | 2          | 0          | 0     | 0      | 0              | 0              | 2      | 0      |
| Totaal  | Totaal        | Totaal        |            |            |       |        |                |                | 345    | 74     |